# 高峰乡 (禄丰市)
高峰乡，是中华人民共和国云南省楚雄彝族自治州禄丰市下辖的一个乡镇级行政单位。

## 行政区划
高峰乡下辖以下地区：
海联村、河差底村、果纳村、山河村、龙骨村、牛街村、仓底村和九龙村。